# 1064
El 1064 (MLXIV) fou un any de traspàs començat en dijous del calendari julià.

## Esdeveniments
- Consagració de l'església del Monestir de Sant Llorenç del Munt.[1]

## Naixements
- Hugues de Flavigny, historiador i monjo benedictí francès, abat de Flavigny entre el 1097 i el 1100.

## Necrològiques
- Roger I de Foix